# Višći Vrh
Višći Vrh – wieś w Chorwacji, w żupanii zagrzebskiej, w gminie Žumberak. W 2011 roku liczyła 16 mieszkańców.